# GWスーパークイズウィーク
GWスーパークイズウィーク（ゴールデンウィークスーパークイズウィーク）とはフジテレビにて2008年4月29日から5月6日までの7日間(ゴールデンウィークの実質6日間)に亘って放送された特別番組の名称。

## 番組内容
- 対象番組のクイズに正解すると毎日抽選で1名に37インチ地上デジタル放送対応フルハイビジョンテレビ（REGZA 37C3500）をプレゼントする。
  - ナビゲーターは『全国一斉!日本人テスト』のメイン司会者である三宅裕司が務めている。
  - 前年2007年5月2日から5月6日に放送された『まるまるGWクイズ検定』という同じ形式の企画が放送された。

## 対象番組

### 第1夜
- 4月29日 19:00～20:54(JST)
  - カスペ!「なるほど!ザ・ワールド 世界のびっくり人間100連発SP!」からの出題

ルー大柴が訪れたアメリカ・アーカンソー州の大家族は全部で何人?(正解・17人)

### 第2夜
- 4月30日 19:00～20:54(JST)
  - クイズ!ヘキサゴンII 超クイズパレード2時間SP

この番組からの出題
「優勝したチームの中で成績が最下位の出演者の予選ペーパーテストは何点だったでしょう？」
1. 優勝チーム：緑色
2. 優勝チーム中で成績最下位出演者(最初抜け):上地雄輔
3. 上地雄輔の予選ペーパーテスト点数:7点

### 第3夜
- 5月1日 19:00～20:54(JST)
  - 全国一斉!日本人テストスペシャル

この番組からの出題
「“ことわざ『急がば回れ』とは、どこを回る？”の正解者は何人？」(6人)

### 第4夜
- 5月2日 19:00～19:57(JST)
  - 検定ジャポン

この番組からの出題
「今回の千葉・房総検定の優勝者の正解数は何問だったでしょう？」(8問)

### 第5夜
- 5月3日 19:00～20:54(JST)
  - 平成教育委員会2008 春の最新中学入試スペシャル

この番組からの出題
「最優秀生徒の獲得点数は何点だったでしょう？」(9点)

### 最終夜
- 5月5日 19:00～21:48(JST)
  - ネプリーグ 芸能界超常識王決定戦

この番組からの出題
花の独身組『ファイブツアーズ』漢字正解数は何問だったでしょう？（9問）

## 備考

### ネット局について
- 4月29日の『なるほど!SP』と5月1日の『日本人テストSP』はテレビ大分とテレビ宮崎でも放送するが、TOSは上記の2番組のみ放送され、UMKはその2番組に5月1日の『ヘキサゴンSP』と3日の『平成教育委員会SP』の4番組のみ放送される。
- 5月2日の『検定ジャポン』は上記のTOS・UMKに加え、自社制作番組を放送している関西テレビ・東海テレビ・岡山放送は放送されない為、KTV・THK・OHKは5番組放送される。
- 5月5日の『ネプリーグSP』は沖縄テレビのみ20:00からの放送。（19:00から「沖縄"旬"ダイニングシェフ・道筆博のまーさん堂」(自社制作)、19:30から「おしゃれイズム」(NTV遅れネット)を放送）

### 5月4日の放送について
- 対象番組に5月4日がないのは「BASEBALL SPECIAL2008〜野球道〜」（ヘキサゴンナイター）東京ヤクルトスワローズ対読売ジャイアンツ戦(19:00～20:54)がある為である。
- その為、2005年の「平成教育2005予備校」以降新春特番以外の3回、日曜日に放送されている「平成教育委員会」を1日繰り上げて土曜日に放送された。
- ナイター中継が中止した場合は夜7時から「熱血!平成教育学院」、夜7時58分から「ジャンクSPORTS」を放送されるが、共にこの番組期間の対象番組ではない。